# В чужой шкуре (фильм, 2020)
«В чужо́й шку́ре» (англ. Possessor, дословно — «Облада́тель») — британско-канадский научно-фантастический триллер 2020 года режиссёра и сценариста Брэндона Кроненберга. Главные роли исполнили Андреа Райсборо, Кристофер Эбботт и Дженнифер Джейсон Ли. Фильм повествует о женщине-киллере, которая совершает преступления, внедряясь в сознание других людей.
Премьера фильма состоялась на кинофестивале «Сандэнс» 25 января 2020 года. В США и Канаде фильм был выпущен в прокат 2 октября того же года. Однако копия фильма была похищена и опубликована в интернете за несколько месяцев до официальной премьеры. В связи с этим, спустя неделю после выпуска в прокат, была выпущена расширенная режиссёрская версия фильма. 
«В чужой шкуре» развивает идею короткометражной работы Кроненберга «Пожалуйста, говорите, не останавливаясь, и описывайте ваши ощущения по мере их возникновения» (2019).

## Сюжет
Женщина средних лет Тася Вос работает киллером в секретной лаборатории: в то время как физически она находится в помещении, будучи подключённой к специальному аппарату, она управляет сознанием человека из близкого окружения будущей жертвы, которому до этого тайно внедряют в голову специальный электрод. Этот человек и совершает намеченное убийство, а затем самоубийство, после чего Тася приходит в себя в лаборатории.
Из-за чрезмерной работы Тася борется с растущей отстранённостью от мужа Майкла и сына Айры, которые считают, что она ездит в командировки. С каждым разом ей всё сложнее возвращаться к семье, и перед домом она репетирует фразы, которые должна произнести. 
Начальница Таси, бывший киллер Гирдер, критически относится к её желанию оставаться на связи с семьёй и считает, что Вос могла бы стать лучшим убийцей без личных привязанностей. После очередной операции Тася проходит психологический тест, вспоминая и комментируя свои личные предметы, которые ей предъявляет Гирдер. При просмотре объектов она останавливается на бабочке, которую в детстве прикрепила и поместила в рамку. Тася говорит, что чувствует себя виноватой за её убийство.
Не чувствуя себя комфортно дома, на следующий же день Тася просит Гирдер о новом задании. На этот раз она должна войти в сознание Колина Тейта, бойфренда Авы, которая является дочерью миллионера и владельца крупной компании Джона Парса. Колин должен убить Аву, Джона и себя, после чего наследником компании станет младший сын Парса. Тася внедряется в сознание Колина и на вечеринке разыгрывает ссору с Джоном, чтобы последующее убийство выглядело более логичным. Тася замечает, что ей сложно целиком контролировать ситуацию, потому что сознание Колина не полностью утратило контроль. 
Во время операции Колин убивает Аву и наносит сильнейшие травмы Джону, однако он выживает. Тася не может заставить Колина застрелиться, поскольку его «настоящее» сознание противится этому. Вместо этого Колин ударяет себя в череп и повреждает электрод, из-за чего у Таси  возникают неврологические симптомы и физические повреждения. Он находит убежище в доме Риты, подруги Авы. К Колину приходит коллега Эдди, который, оказавшись тайным сотрудником лаборатории, пытается помочь Тасе овладеть его сознанием. Колин теряет сознание, затем приходит в себя и обнаруживает Риту и Эдди убитыми. Теперь в его теле борются два разума — Таси и Колина, и ни один не может одержать верх. Для того, чтобы персонал лаборатории мог «вытащить» сознание Таси обратно из тела Колина, нужна его гибель. В итоге сознание Колина побеждает в психологической конфронтации, и он получает доступ к воспоминаниям о Тасе, её семье и доме.
Колин приходит к дому Таси, где разговаривает с Айрой. Затем он входит в дом и берёт под прицел Майкла, спрашивая его, где находится Тася и что ему известно о её работе. Майкл пытается вырваться, но Колин убивает его тесаком для мяса. Внезапно появившийся Айра вонзает Колину в горло нож. Колин стреляет в него из пистолета, и они оба умирают. Тася приходит в себя в лаборатории и обнаруживает, что Гирдер спасла её, будучи в облике Айры. Теперь Тася свободна от всех личных привязанностей и сможет в будущем стать сменой Гирдер, как та и хотела. 
В финале Тася вновь проходит тест, перебирая свои личные вещи. Она снова берёт бабочку в руки, но в этот раз не выражает никакой вины за её убийство. Гирдер улыбается и говорит: «Очень хорошо».

## В ролях
- Андреа Райсборо — Тася Вос
- Дженнифер Джейсон Ли — Гирдер
- Кристофер Эбботт — Колин Тейт
- Россиф Сазерленд — Майкл Вос
- Таппенс Мидлтон — Ава Парс
- Шон Бин — Джон Парс
- Каньехтио Хорн — Рита
- Рауль Бханеджа — Эдди
- Гейдж Грэхем-Арбутнот — Айра Вос
- Габриэль Грэхем — Холли Бергман

## Производство
В мае 2018 года было объявлено, что Брэндон Кроненберг выступит режиссёром и сценаристом своего нового проекта. Продюсированием фильма занимались Фрейзер Эш, Нив Фихман, Кевин Крикст и Эндрю Старк, а также компания Telefilm Canada.
В мае 2018 года Андреа Райсборо и Кристофер Эбботт вошли в актёрский состав фильма. В феврале 2019 года к проекту присоединились Дженнифер Джейсон Ли и Шон Бин. В мае 2019 года стало известно об участии в фильме Таппенс Мидлтон.
Съёмочный процесс начался 9 апреля 2019 года в Онтарио и продлился там до 14 мая.
В фильме наряду с компьютерной графикой применялись практические эффекты, что характерно для жанра боди-хоррор. Оператор Карим Хуссейн, постоянно сотрудничающий с Кроненбергом, использовал цветокоррекцию и разные манеры съёмки, чтобы передать эмоциональное и психическое состояние персонажей. Для создания особого эффекта изображения Хуссейн использовал оригинальный зум-объектив 1970-х годов Angenieux 25-250 мм, заросший плесенью.

## Критика
На сайте Rotten Tomatoes фильм получил уровень одобрения 94 % на основе 225 рецензий кинокритиков, и общий рейтинг 7,8 из 10. На Metacritic фильм получил 72 балла из 100 на основе 28 рецензий, что означает в целом положительную оценку.
При всей эстетизации и фетишизме в отношении насилия, оно здесь не смешное, как у Тарантино, или избыточное, как в «пыточном порно». Оно ровно такое, чтобы вы сами почувствовали боль. Чтобы слоган-каламбур No body is safe (Ничье тело не в безопасности) не был пустым звуком. Наверное, в этом и заключается главная боди-хоррорная составляющая «Обладателя»: не издеваться над телом персонажей, а заставить дрожать телом зрителя.
Критики отмечают явное влияние отца режиссёра, Дэвида Кроненберга, на творчество сына. По мнению критика газеты «Коммерсантъ», ему «удалось их не просто позаимствовать, а полностью подчинить себе и выстроить на их основе собственный мир — нездоровый, однако весьма жизнеспособный». При этом критики усомнились в удачной русской локализации названия, как искажающем смысл фильма.

## Награды и номинации
- 2020 — участие в мировой драматической программе кинофестиваля «Санденс»
- 2020 — призы за лучший фильм и лучшую режиссуру кинофестиваля в Сиджесе
- 2021 — Гран-при за лучший фильм и приз за лучшую музыку на кинофестивале в Жерармере
- 2021 — номинация на премию «Сатурн» за лучший независимый фильм
- 2021 — две номинации на премию Канадской киноакадемии за лучший фильм и за лучший грим